# Lucia Tumiati Barbieri
Lucia Tumiati Barbieri (Venezia, 1926 – Firenze, 14 agosto 2025) è stata una scrittrice italiana, autrice di libri per bambini e ragazzi.

## Biografia
Nata Lucia Tumiati a Venezia, era figlia di Corrado Tumiati, medico scrittore antifascista, e Maria Luzzatto, ebrea. Trascorse una giovinezza brevemente serena perché le leggi razziali costrinsero madre e figlia a vivere nascoste. Maria e Lucia entrarono a far parte delle staffette partigiane per Giustizia e Libertà, a Padova e a Venezia. Finita la guerra, nel 1945, Maria morì e Lucia tornò a Firenze dove viveva il padre.
Si laureò in lettere con una tesi su Collodi, e iniziò a scrivere sia romanzi per adulti sia soprattutto libri per ragazzi e bambini. Nel 1977 collaborò con la Biblioteca di Lavoro, scrivendo uno dei 127 libretti della collana editoriale pubblicata da Luciano Manzuoli e diretta da Mario Lodi. Sempre al suo fianco, dal 1984 al 1985 curo’ una rubrica sul periodico AeB, un giornale interamente scritto e illustrato dai bambini e diretto da Mario Lodi. Collaborò alla rivista La Vita Scolastica, edita da Giunti editore. Pubblicò romanzi, racconti, fiabe, saggi e articoli sulla letteratura italiana, testimonianze. Nelle sue opere la Storia si mescolò alla fantasia e la fantasia trovò le sue radici nella realtà, senza mai abbandonare l'impegno sociale. La fantasia e l'esperienza di vita e di madre (fu sposata ed ebbe due figli), oltre alla preziosa amicizia con Gianni Rodari, costituivano la base di ciò che scrisse, e di come lo scrisse.
A proposito della sua opera e del concetto di libertà, la scrittrice affermò in una intervista concessa in forma privata:
"la libertà non è un dono eterno. E non esiste solo la libertà politica. La libertà dal dolore, dalla solitudine, dalla emarginazione, dalla incultura. Un autore non è un maestro, non è un genitore, non è un ‘confessore’ . Rappresenta, o vorrebbe rappresentare, un amico, un amico particolare e un poco misterioso, che ti dice le cose che nessun altro ti dice o racconta. Per crescere meglio, in un mondo solidale e più giusto.
Nei molti libri che ho scritto ho cercato di privilegiare la dimensione privata rispetto a quella pubblica o politica, anche se la mia vuole essere prima di tutto una dimensione impegnata e democratica.
Lucia Tumiati donò nel 2013 le sue carte all'Archivio di Stato di Firenze, attraverso l'Associazione archivio per la scrittura femminile Alessandra Contini Bonacossi. Sui documenti è attualmente in corso l'opera di inventario e catalogazione.
E' deceduta a Firenze nel 2025, quasi centenaria.

## Premi
- Premio Internazionale letterario Il Ceppo, Pistoia, 2011.

- Premio alla carriera dal Convegno Nazionale "A scuola si legge" organizzato da Giunti Scuola, Firenze, 2015.

## Opere
- Collodi, con altri, ODCU, 1953
- Terra d'oggi, Mondadori, 1958 (segnalato al Viareggio opera prima)
- All'ombra dei magongo, Glaux, 1956
- Saltafrontiera, Giunti, 1961 (Premio nazionale Orvieto)
- Giungla e savane, Giunti, 1964 con altri
- Una cartella di sogni, Giunti, 1968
- Le storie di Bernardino e Fiammetta (sta in Racconti e poesie 3a, 4a, 5a elem.), Barbera, 1968
- Enrico Bocci, una vita per la libertà, Barbera, 1969
- Caro bruco capellone, Mondadori, 1972
- Una scuola da bruciare, Marsilio, 1973
- Caro maestro capellone, Mondadori, 1974
- Racconti della Resistenza europea, La Nuova Italia, 1976
- Fiabe per sette giorni (dizione di Milena Vukotic; musiche di Gino Negri), audiolibro Mondadori, 1976
- Sebastiano Cavalletta, Emme Ed., 1977
- Zingari, Manzuoli, 1977
- Fiabe di libertà, Manzuoli, 1979
- La libertà, Zanichelli, 1980
- Ragazzi, con altri, Zanichelli, 1980
- Caccia al tesoro per i bambini in ospedale, Press 80, 1982
- Tra mura e campagna (a cura di), Comune di Firenze, 1984
- Scandicci (5 volumetti), Comune di Scandicci, 1984
- Le fiabe più belle, Primavera, 1985
- Cara piccola Huè, Walk over, 1987 (premio Andersen per una fiaba)
- Bravissimi (con altri 1ªe 2ª elem.), Minerva Italica, 1988
- Il pianeta dei bambini diversi, Giunti, 1989 (menzione d'onore Premio Salvemini)
- ll mio amico invisibile, Giunti, 1994 (Premio Olzai e Premio naz. Orvieto)
- Caro librino mio, Giunti, 1995
- Nuvole a colazione, Panini, 1995, con altri, per Sarajevo
- Saltafrontiera, Giunti, 1996 (ried.)
- Un mostro in scatola, Giunti, 1997
- Filippo e il fiume magico, Giunti, 1998
- Quando fioriscono i girasoli, E Elle, 2000
- La casa in fondo al mare, Giunti, 2001
- Cara piccola Huè, Einaudi scuola, 2003 (ried.)
- Enrico Bocci, una vita per la libertà, Firenze, La Giuntina, 2006 ried.a cura dell'ANPI
- Vorrei volare sulla neve, Giunti, 2008 (premio naz. Bitritto 2008)
- Racconti della Resistenza Europea, Giuntina, 2009, ried, a cura dell'ANPI
- Una stella nel buio, Milano, Topipittori, 2012
- La pace è bella, Colibrì, 2016